# Conflicto fronterizo armenio-azerí de julio de 2020
El conflicto fronterizo armenio-azerí de julio de 2020 se desarrolló entre el 12 al 16 de ese mes. Los enfrentamientos se iniciaron en la frontera armenio-azerbaiyana, a lo largo de la aldea de Movses de la provincia Tavush de Armenia, y la aldea de Agdam del raión Tovuz de Azerbaiyán. Hasta el 30 de julio de 2020 el conflicto había dejado 12 militares (y un residente) azerbaiyanos y 6 militares armenios muertos.
Las escaramuzas continuaron el 13 de julio y continuaron con diferente intensidad, y se saldaron con al menos 16 bajas militares y una civil. Entre las bajas militares azeríes había un general de división, un coronel y dos mayores. El gobierno de Armenia también informó de la muerte de un mayor, un capitán y dos sargentos. Las escaramuzas se realizaron principalmente mediante artillería y drones, sin infantería. Aunque las escaramuzas cesaron, todo el mes de agosto se mantuvo en tensión hasta finales de septiembre cuando estalló el conflicto del Alto Karabaj en donde la autoproclamada pro-armenia República de Artsaj se vio inmiscuida.

## Contexto y el estallido
En 1994, un alto el fuego puso fin a la Guerra de Nagorno-Karabaj entre Armenia y Azerbaiyán. Sin embargo, no se firmó ningún tratado de paz y se produjeron escaramuzas esporádicas en los años siguientes en la frontera. 
Los enfrentamientos estallaron la noche del 1 al 2 de abril de 2016, en la frontera de Nagorno-Karabaj. Ambas partes se acusan mutuamente de haber empujado a la batalla. Azerbaiyán afirma haber tomado el control de la aldea de Talish y de dos colinas, lo que Armenia niega. Estos son los enfrentamientos más sangrientos desde el alto el fuego de 1994. El 3 de abril, el fuego de artillería continuó, a pesar del anuncio de Azerbaiyán de "cesar las hostilidades de manera unilateral". El martes 5 de abril, se proclamó un alto el fuego bilateral, reafirmado el 8 de abril, bajo los auspicios del CICR, en particular de las 15:00 a las 20:00 UTC para permitir la búsqueda de cadáveres de personas desaparecidas.

## Historia
El 12 de julio, a las 16:08, el Ministerio de Defensa de Azerbaiyán informó que, a partir del mediodía, "las unidades de las fuerzas armadas de Armenia, violando la cesación del fuego en la dirección del distrito de Tovuz de Azerbaiyán en la frontera estatal entre Azerbaiyán y Armenia, abren el fuego contra las posiciones azerbaiyanas".  Tres soldados del ejército de Azerbaiyán (el sargento Vugar Sadigov, el soldado superior Elshad Mammadov y el soldado Khayyam Dashdemirov) resultaron muertos.
Luego, a las 16:55, Shushan Stepanyan, secretaria de prensa Archivado el 17 de febrero de 2015 en Wayback Machine. del Ministro de Defensa de Armenia, David Tonoyan, publicó una declaración escrita en su cuenta de Facebook. Según Stepanyan, alrededor de las 12:30, los militares de las Fuerzas Armadas de Azerbaiyán intentaron cruzar la frontera estatal de Armenia en un vehículo UAZ por razones desconocidas. Después de la advertencia del lado armenio, los militares azerbaiyanos dejaron su vehículo y regresaron a su posición. A las 13:45, los militares de las Fuerzas Armadas de Azerbaiyán repitieron el intento de ocupar la posición fronteriza de las Fuerzas Armadas de Armenia, ahora usando fuego de artillería, pero fueron presionados por el lado armenio, siendo arrojados hacia atrás. Según Stepanyan, el vehículo previamente controlado por los militares azerbaiyanos fue destruido poco después.
Las tensiones  en la frontera entre Azerbaiyán y Armenia en dirección al distrito Tovuz también continuaron en la noche del 12 al 13 de julio. Durante los combates, el teniente superior del ejército azerbaiyano, Rashid Mahmudov, resultó muerto.
Durante el 13 por la noche y al 14 por la mañana de julio los violentos combates en la región de Tovuz se continuaron. Azerbaiyán anunció la muerte de siete militares (el mayor general Hashimov Polad, coronel Mirzayev Ilgar, mayor Ahmadov Namig, mayor Novruzov Anar, comandante Junior Zeynalli Ilgar, comandante junior Babayev Yashar, servicio militar activo en horas extras, soldado Mustafazade Elchin) y de un civil (residente de la aldea de Aghdam de la región de Tovuz, Azizov Aziz, nacido en 1944).
Según un comunicado del Ministerio de Defensa de Azerbaiyán  del 16 de julio "por la mañana las unidades de las fuerzas armadas de Armenia nuevamente intentaron atacar las posiciones azerbaiyanas en el sector fronterizo de Tovuz".
El 17 de julio, a las 10:05, el Ministerio de Defensa de Azerbaiyán informó que, "las unidades militares de las fuerzas armadas de Armenia violaron el alto el fuego 97 veces durante el día en varias direcciones del frente".

## Consecuencias

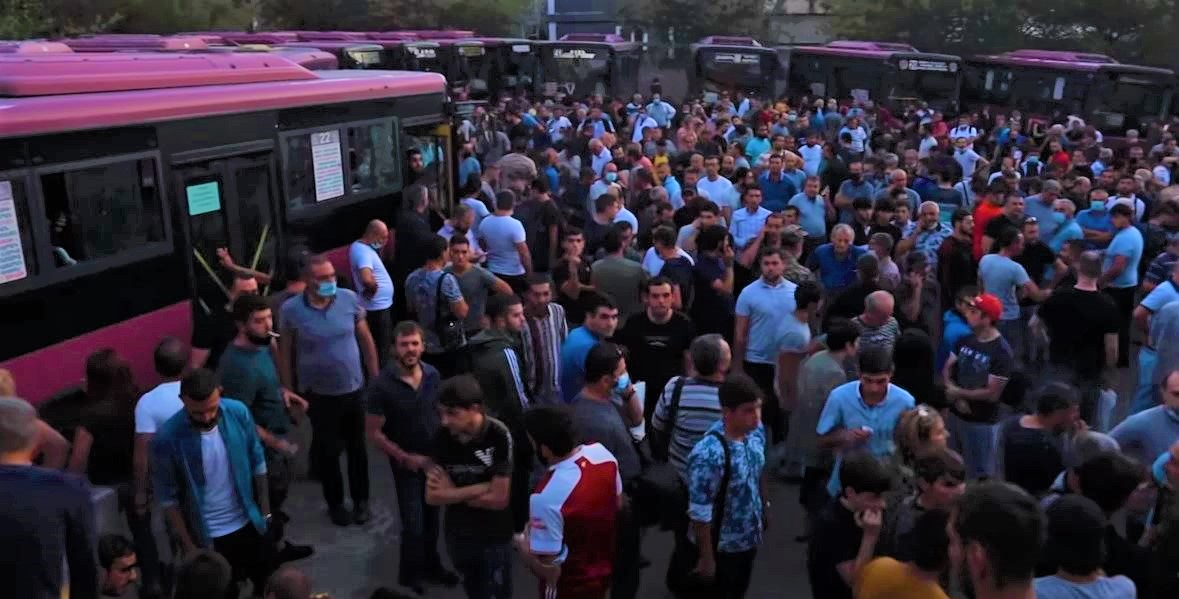
Voluntarios armenios antes de dirigirse a la República de Artsaj para luchar en el nuevo conflicto del Alto Karabaj de 2020 que estalló en septiembre como consecuencia directa del conflicto fronterizo de julio.

En la noche del 14 al 15 de julio los ciudadanos de Bakú y sus alrededores, protestando por la ocupación del Nagorno-Karabaj por parte de Armenia y los ataques de las fuerzas armadas armenias desde el 12 de julio, formaron un cortejo en las calles de la capital.
El 16 de julio, los azerbaiyanos que trabajaban en Food City, el mercado de frutas y verduras más grande de Moscú propiedad de God Nisanov, nacido en Azerbaiyán, boicotearon las bayas perecederas vendidas por armenios, como los albaricoques y las cerezas. Posteriormente, el boicot pasó de ser puramente económico a implicar la dispersión forzosa de camiones mercantes armenios, lo que impidió que las personas con matrículas armenias hicieran compras en el mercado, y, según los medios de comunicación armenios, incluso supuestamente se extendió a las amenazas contra sus compatriotas azerbaiyanos comerciantes y sus familias si continuaban comerciando con armenios, muchos de los cuales no querían o no podían unirse al boicot. Como resultado, las mercancías cargadas en camiones grandes se convirtieron en desechos y alrededor de 65 camiones de propiedad armenia fueron retirados del mercado por la fuerza. El 17 de julio, apareció un video de azeríes en Food City pisando albaricoques en un acto simbólico de protesta contra la famosa fruta de Armenia. Sin embargo, los comerciantes uzbecos del mismo mercado revelaron más tarde que los albaricoques pisoteados eran en realidad de Turquía.
El 17 de julio, los armenios organizaron una protesta frente a la Embajada de Azerbaiyán en Ottawa para condenar "la política agresiva de Azerbaiyán hacia Armenia". Los manifestantes entregaron una carta al embajador adjunto de Azerbaiyán, en la que declaraba que el gobierno de Azerbaiyán, "en violación del derecho internacional, tiene como objetivo a ciudadanos inocentes y amenaza con atacar la planta de energía nuclear de Armenia" y que el liderazgo de Azerbaiyán "no tiene intención de encontrar una solución pacífica para el conflicto". Continuaron la manifestación frente al Parlamento canadiense. Los manifestantes tenían consignas que decían "Canadienses contra el odio y el crimen", "Paz para Nagorno-Karabaj", "Aliyev es un hatemonger", "Azerbaiyán bombardea a civiles".
El 18 de julio en la Plaza de los Héroes de Hungría se celebró la protesta, organizada por la Asociación de Hermandad Azerbaiyán-Hungría, la Casa de Cultura Azerbaiyana y la Unión de Jóvenes Azerbaiyán-Hungría.
El 18 de julio delante de la Ópera Pública en Viena, Austria también se celebró una acción de protesta por los ataques del ejército de Armenia contra Azerbaiyán.
El 18 de julio en Alemania, Berlín casi un 100 de personas protestan frente a la Embajada de Armenia.
El 21 de julio en Los Ángeles, California delante del Consulado de Azerbaiyán unos armenios, vividos en Los Ángeles realizaron una acción con consignas "agresivas y provocadoras" contra Azerbaiyán. Como resultado, siete azerbaiyanos sufrieron diversas lesiones (4 de ellos fueron llevados al hospital), y el agente de policía americana resultó herido. El 23 de julio El Departamento de Policía de Los Ángeles anunció que "un delito motivado por el odio es todo acto delictivo o intento de acto delictivo dirigido contra una persona o personas sobre la base de la raza, la nacionalidad, la religión, la orientación sexual, la discapacidad o el género, reales o supuestos, de la víctima". El 29 de julio la vicegobernadora de California, Eleni Kounalakis, condenó la violencia de los radicales armenios contra los miembros de la comunidad azerbaiyana en Los Ángeles.  El 30 de julio Eric Garcetti, alcalde de Los Ángeles, envió una carta al cónsul general de Azerbaiyán en Los Ángeles, en la que también condenaba la violencia contra los miembros de la comunidad azerbaiyana en Los Ángeles.
El 24 de julio frente a la sede de las Naciones Unidas y la Misión Permanente de Armenia ante las Naciones Unidas en Nueva York se celebró una acción de protesra, organizada por la diáspora azerbaiyana y turca.
El 24 de julio en la República Checa, Praga frente a la Embajada de Azerbaiyán fue celebrado una acción de protesta, organizada por la comunidad azerbaiyana de Praga.
El 25 de julio, tres armenios, incluida una madre con un joven, fueron atacados por azerbaiyanos en Kumkapi. Mientras tomaban un taxi, un grupo les preguntó sobre Karabaj y cuando los armenios respondieron que no estaban interesados en estos temas, el grupo los atacó. Otros dos armenios mayores de 50 años fueron atacados en el distrito y se rompió una tienda dirigida por una mujer armenia. El miembro del parlamento Garo Paylan dijo que se había reunido con el gobernador de Estambul, Ali Yerlikaya, para tomar las medidas necesarias con respecto a estos temas.
El 26 de julio en Nueva York, la Federación de la Juventud Armenia de la Región Este de EE. UU. Encabezó una protesta en la Misión Permanente de Azerbaiyán ante las Naciones Unidas sosteniendo la bandera armenia, así como carteles que decían “Azerbaiyán quiere la guerra. Armenia quiere la paz ”," Stop Aliyev "," Artsakh Strong ". La AYF pidió a los Estados Unidos ya la comunidad internacional que condenen enérgicamente a Azerbaiyán por los ataques militares contra objetivos militares y civiles en Armenia
El 26 de julio en Boston, un grupo de jóvenes armenios realizaba la danza popular y marcial armenia Yarkhushta frente a la estación de metro de Harvard Square mientras el grupo de azerbaiyanos "intentaban interrumpir el flashmob" [391]. Los participantes armenios sostenían un enorme cartel que decía: “Azerbaiyán quiere la guerra. Armenia quiere la paz ".
El 26 de julio en Vancouver, Canadá se celebró una manifestación, organizada por la comunidad azerbaiyana de Vancouver para protestar contra la provocación armenia.
El 27 de julio en Minesota, la ciudad de Saint Paul fue celebrado una acción de protesta, organizada por la Asociación Minnesota-Azerbaiyán.
El 28 de julio en Londres, según los medios de comunicación armenios, la juventud armenia en el Reino Unido realizó una protesta frente a la oficina de la BBC en Londres para llamar la atención sobre los recientes enfrentamientos. Los manifestantes cantaban "Armenia" y "Artsakh" y cantaban el himno nacional de Armenia. Un grupo de azerbaiyanos intentó "atacar a los manifestantes, pero la policía local logró mantenerlos en orden".
El 29 de julio en Londres alrededor de 300 miembros de la comunidad azerbaiyana del Reino Unido celebraron una acción pacífica frente a la oficina de la BBC, a lo largo de la Plaza de Trafalgar, frente a la oficina del primer ministro de Gran Bretaña, yendo al edificio del Parlamento Británico.
El 1 de agosto en Houston, la comunidad armenia realizó una protesta "contra la agresión azerbaiyana". Los manifestantes también se reunieron para apoyar a Tavush, Artsakh y a los soldados armenios en la línea del frente con lemas y carteles que decían "Alto a Aliyev ahora", "Alto a la agresión azerbaiyana", "Tavush Strong" y "Artsakh Strong".

## Reacción internacional
El ministro de Relaciones Exteriores de Chipre, Nikos Christodoulides, expresó su preocupación por este hecho, condenó la "violación del alto el fuego por parte de Azerbaiyán" y pidió "moderación de las partes para reducir la tensión en la región".
El primer vicepresidente del Congreso de la República de Guatemala, Felipe Alejos Lorenzana, publicó un tuit en el que condenaba el "ataque de Azerbaiyán el 12 de julio en la provincia de Tavush en Armenia", que Guatemala rechaza "acciones bélicas" y pide "encontrar una solución". a través de canales diplomáticos ".
El 16 de julio Turquía condena los ataques de Armenia contra Azerbaiyán y advierte a Ereván que "no dudará en oponerse a cualquier ataque contra su vecino oriental". El 18 de julio Ismail Demir, el presidente de la Industria de Defensa de Turquía, también reiteró su respaldó a Azerbaiyán.
El 30 de julio copresidente del Grupo de Amistad Parlamentaria Pakistán-Azerbaiyán, el diputado Murtuza Abbasi envió a la embajada de Azerbaiyán en Pakistán una declaración, en la que los miembros y el Coordinador del Grupo Parlamentario de Amistad condenaron el ataque de provocación de Armenia contra Azerbaiyán.